# Geschichten aus dem Wiener Wald
Geschichten aus dem Wiener Wald ist das bekannteste Theaterstück des österreichisch-ungarischen Schriftstellers Ödön von Horváth (1901–1938). Es wurde 1931 in Berlin uraufgeführt und bis heute mehrfach verfilmt. Noch vor der Uraufführung erhielt Horváth auf Vorschlag Carl Zuckmayers 1931 für das Stück den Kleist-Preis. Der Titel ist eine Anlehnung an den Walzer Geschichten aus dem Wienerwald von Johann Strauss (Sohn).
Horváths Stück, geschrieben Ende der 1920er Jahre in der Zeit katastrophaler Arbeitslosigkeit und der Weltwirtschaftskrise, ist ein Schlüsselwerk des modernen Dramas und wurde von Erich Kästner „ein Wiener Volksstück gegen das Wiener Volksstück“ genannt. Knapp und lakonisch demaskiert Horváth das Klischee von der „Wiener Gemütlichkeit“ und stellt unter Verwendung ihrer bekannten Klischees auf grausame Weise deren Verlogenheit zur Schau.

## Inhalt
Marianne, das „süße Wiener Mädel“, läuft ihrer Verlobung mit dem biederen Fleischhauer Oskar davon, der sein Geschäft neben der Puppenklinik ihres Vaters im achten Bezirk in Wien hat. Sie bekommt ein Kind von Alfred, der ein Schuft und Hallodri ist, und sie werden todunglücklich im Wiener achtzehnten Bezirk. Alfred gibt das Kind zu seiner Großmutter, die mit Alfreds Mutter in der schönen frischen Luft der Wachau an der Donau wohnt.
Die Trafikantin Valerie, die ihr Geschäft ebenfalls in der Straße der Puppenklinik hat, hat ihren ehemaligen Geliebten Alfred an die junge Marianne verloren und tröstet sich nun mit dem deutschen Jurastudenten Erich, mit dem sich das Deutschland Adolf Hitlers so grotesk wie energisch ankündigt. Ihm gegenüber steht der Rittmeister, eine Stellvertreterfigur des alten Österreich-Ungarn.
In Not und Elend vollzieht Marianne einen sozialen Abstieg, der sie zuletzt über Vermittlung von Alfreds Kumpan Hierlinger und einer Baronin „mit Verbindungen“ als erotische Tänzerin in ein Halbwelt-Varieté führt. Der Zauberkönig, der hartherzige Vater Mariannes, muss sein verstoßenes Kind im Nachtlokal „Maxim“ als nackte allegorische Figur bei „lebenden Bildern“ wiedererkennen. „Der Mister“, ein aus Amerika heimgekehrter Wiener mit heurigenseliger, verkitschter Heimatliebe, der mit Geld nur so um sich wirft, versucht Marianne als Prostituierte zu kaufen, was sie ablehnt. Die Abweisung macht den „Mister“ wütend, er sorgt dafür, dass sie ins Gefängnis kommt, da sie ihn angeblich bestehlen wollte.
Marianne wird schließlich doch noch vom Fleischhauer Oskar geheiratet, weil das störende Kind gestorben ist, nachdem Alfreds Großmutter den Jungen absichtlich kaltem Wetter ausgesetzt hat, in der Hoffnung, dass er eine tödliche Lungenentzündung bekommt. Während Marianne von Oskar geküsst wird, spielt die Großmutter ungerührt auf ihrer Zither „Geschichten aus dem Wienerwald“ von Johann Strauss.
Nicht die Wendung zum Guten wird am Ende markiert, sondern die Fortsetzung trostloser Brutalitäten besiegelt.

## Schauplatz und Zeit

Die „stille Straße“ im 8. Wiener Bezirk, das Haus Lange Gasse 29, mit dem Balkon des Zauberkönigs

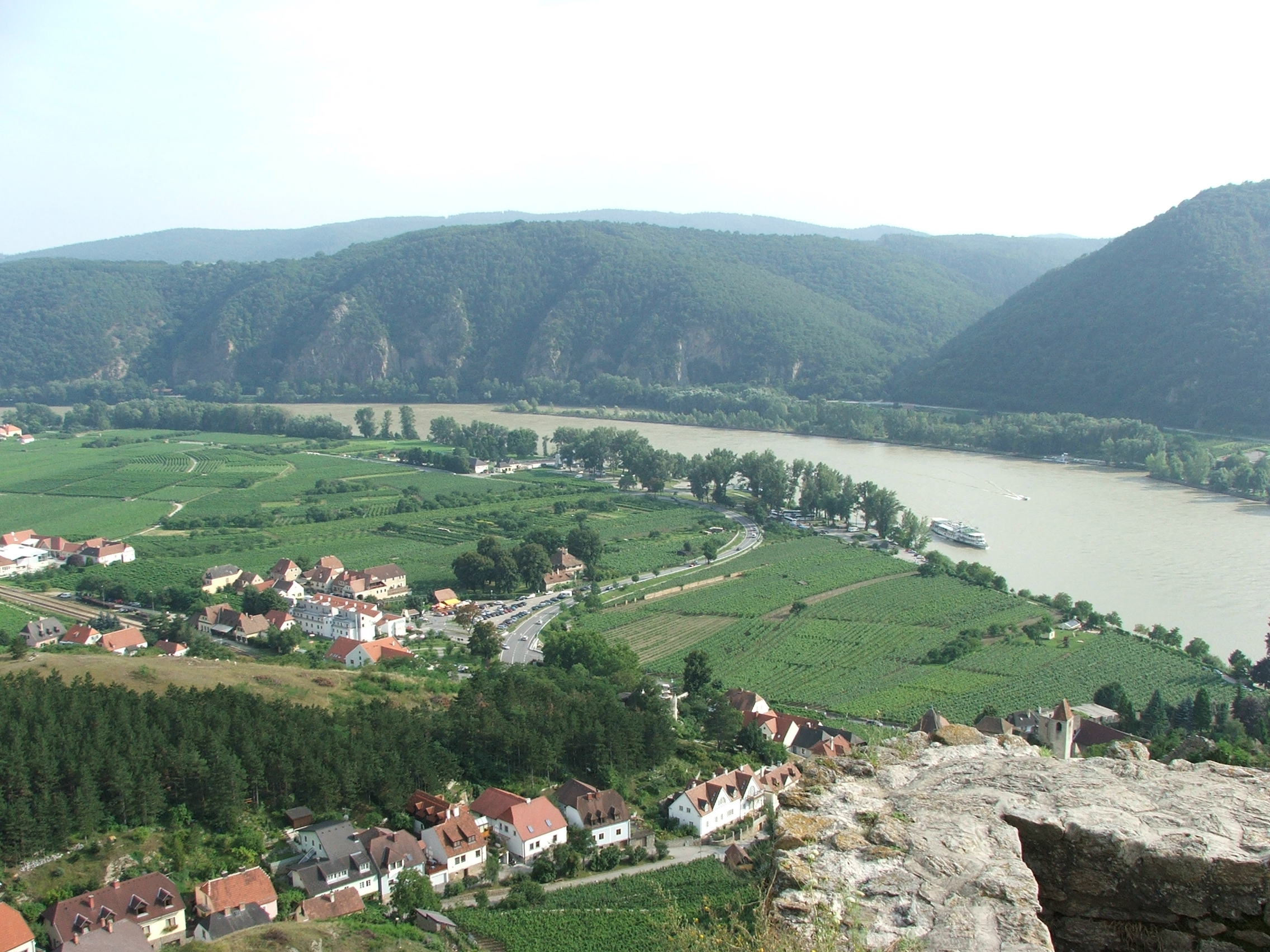
Die Wachau in Niederösterreich mit der Donau

Das Stück spielt in Wien, im Wienerwald und in der Wachau in Niederösterreich. Zentraler Handlungsort ist eine „stille Straße“ im 8. Wiener Bezirk, in der sich eine Fleischhauerei, eine Puppenklinik und eine Tabak-Trafik befinden. Das Stück spielt „in unseren Tagen“.
Das Haus in der Lange Gasse 29 im 8. Bezirk in Wien unweit des Theaters in der Josefstadt diente Horváth als Vorbild für diese Straße (in Horváths Anmerkungen wird ergänzt: „Der Originalschauplatz ist die Lange Gasse“), der Balkon des Zauberkönigs ist dort immer noch zu sehen. Horváth selbst wohnte 1919 in einer Parallelstraße, der Piaristengasse, zwischen 1920 und 1931 aber auch mehrfach in der Pension Zipser, Lange Gasse 49.
Erster Teil
- Draußen in der Wachau. Vor einem Häuschen am Fuße einer Burgruine.
- Stille Straße im achten Bezirk. Von links nach rechts: Oskars gediegene Fleischhauerei mit halben Rindern und Kälbern, Würsten, Schinken und Schweinsköpfen in der Auslage. Daneben eine Puppenklinik mit Firmenschild „Zum Zauberkönig“ – mit Scherzartikeln, Totenköpfen, Puppen, Spielwaren, Raketen, Zinnsoldaten und einem Skelett im Fenster. Endlich: eine kleine Tabak-Trafik mit Zeitungen, Zeitschriften und Ansichtspostkarten vor der Tür. Über der Puppenklinik befindet sich ein Balkon mit Blumen, der zur Privatwohnung des Zauberkönigs gehört.
- Am nächsten Sonntag im Wiener Wald. Auf einer Lichtung am Ufer der schönen blauen Donau.
- An der schönen blauen Donau. Nun ist die Sonne untergegangen, es dämmert bereits.

Zweiter Teil
- Wieder in der stillen Straße im achten Bezirk, vor Oskars Fleischhauerei, der Puppenklinik und Frau Valeries Tabak-Trafik.
- Möbliertes Zimmer im achtzehnten Bezirk. Äußerst preiswert. Um sieben Uhr morgens. Der Tag ist grau, und das Licht trüb.
- Kleines Café im zweiten Bezirk
- Bei der Baronin mit den internationalen Verbindungen
- Draußen in der Wachau. Auch hier scheint die Sonne wie dazumal – nur dass nun vor dem Häuschen ein alter Kinderwagen steht.
- Und wieder in der stillen Straße im achten Bezirk. Es ist bereits am späten Nachmittag.
- Im Stephansdom. Vor dem Seitenaltar des heiligen Antonius.

Dritter Teil
- Beim Heurigen. Mit Schrammelmusik und Blütenregen.
- Maxim, mit einer Bar und Séparées; im Hintergrund eine Kabarettbühne mit breiter Rampe.
- Draußen in der Wachau.
- Und abermals in der stillen Straße im achten Bezirk.
- Draußen in der Wachau.

## Form und Stil

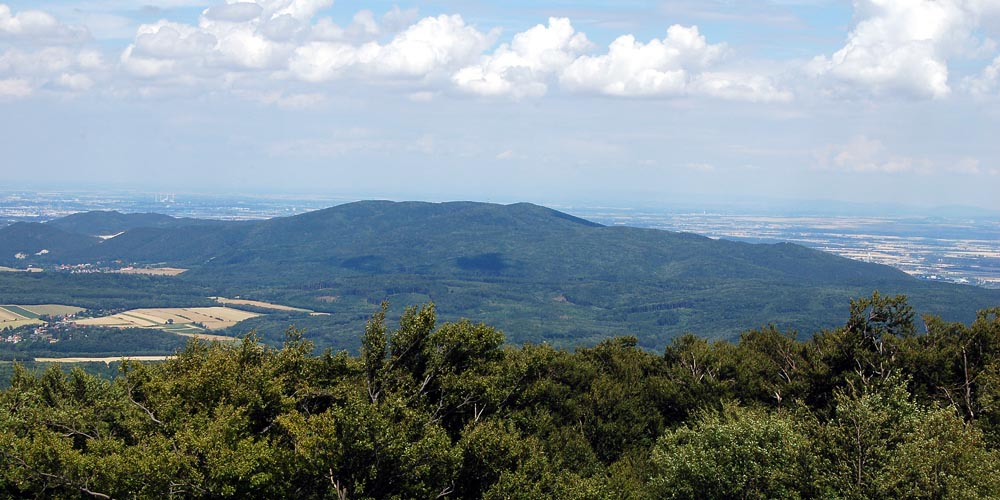
Der Wienerwald, Schauplatz von Ödön von Horváths „Geschichten aus dem Wiener Wald“

### Wiener Volksstück
Alfred Polgar bezeichnete die Geschichten aus dem Wiener Wald als „ein Volksstück und die Parodie dazu“. Horváth demontierte die doppelbödige „Wiener Gemütlichkeit“, hinter deren Fassade sich Exzesse der Gemeinheit und Bösartigkeit abspielen, und demaskierte die Kleinbürgermentalität und deren Fassade als trügerische Idylle:
„Er übernahm die aus Filmen, Operetten und Dramen bekannten pensionierten Rittmeister, die süßen Mädel, die nichtsnutzigen Hallodri, die familiensüchtigen Kleinbürger; er übernahm den Plüsch, aber er klopfte ihn aus, dass die Motten aufflogen und die zerfressenen Stellen sichtbar wurden. Er zeigte die Vorder- und die Kehrseite der überkommenen Wiener Welt. Er ließ diese Leute ihre Lieder singen, ihren plauschenden Dialekt sprechen, ihre Heurigenlokale trunken durchwandern und zeigte darüber hinaus die Faulheit, die Bosheit, die verlogene Frömmigkeit, die Giftigkeit und die Borniertheit, die hinter und in jenen marktgängigen Eigenschaften stecken. Er zerstörte nicht nur das überkommene Wiener Figuren-Panoptikum, er gestaltete ein neues, echteres außerdem.“ (Erich Kästner, Neue Leipziger Zeitung, November 1931)
Das Stück steht, wie auch Horváths andere Volksstücke Die Bergbahn (1926), Italienische Nacht (1930), Glaube, Liebe, Hoffnung (1932), oder Kasimir und Karoline (1932), in der Tradition des Alt-Wiener Volkstheaters, insbesondere in der Nachfolge der sprachgewaltigen Stücke von Johann Nestroy. (Horváth meinte: „Man müsste ein Nestroy sein, um all das definieren zu können, was einem undefiniert im Wege steht!“.) Horváth hat den Begriff des Volksstücks verschärft und abgewandelt. Tragikomische Elemente und sprachliche Karikatur der Charaktere kamen hinzu und wurden zu Sozialkritik und für die Charakterisierung des aufkommenden Faschismus genutzt.
„Ich gebrauchte diese Bezeichnung ‚Volksstück‘ nicht willkürlich, d. h. nicht einfach deshalb, weil meine Stücke mehr oder minder bayerisch oder österreichisch betonte Dialektstücke sind, sondern weil mir so etwas Ähnliches wie die Fortsetzung des alten Volksstückes vorschwebte. Des alten Volksstückes, das für uns junge Menschen mehr oder minder natürlich auch nur noch einen historischen Wert bedeutet, denn die Gestalten dieser Volksstücke, also die Träger der Handlung haben sich doch in den letzten zwei Jahrzehnten ganz unglaublich verändert. – Sie werden mir nun vielleicht entgegenhalten, dass die sogenannten ewig-menschlichen Probleme des guten alten Volksstückes auch heute noch die Menschen bewegen. – Gewiss bewegen sie sie – aber anders. Es gibt eine ganze Anzahl ewig-menschlicher Probleme, über die unsere Großeltern geweint haben und über die wir heute lachen – oder umgekehrt. Will man also das alte Volksstück heute fortsetzen, so wird man natürlich heutige Menschen aus dem Volke – und zwar aus den maßgebenden, für unsere Zeit bezeichnenden Schichten des Volkes auf die Bühne bringen. Also: zu einem heutigen Volksstück gehören heutige Menschen, und mit dieser Feststellung gelangt man zu einem interessanten Resultat: Will man als Autor wahrhaft gestalten, so muss man der völligen Zersetzung der Dialekte durch den Bildungsjargon Rechnung tragen. (…) Mit vollem Bewusstsein zerstörte ich das alte Volksstück, formal und ethisch, und versuchte als dramatischer Chronist die neue Form des Volksstücks zu finden.“ (Rundfunkinterview Horváths am 6. April 1932 im Bayerischen Rundfunk)

### Sprache und Dialekt
Horváths Figuren versuchen sich in einer oft künstlich wirkenden Sprache über ihren Stand hinaus zu profilieren. Sie verwenden in einem Bildungsjargon Zitate und Angelesenes, um sich einen Anspruch zu geben, der ihre Unkenntnis, ja Dummheit verbergen soll. Die Figuren haben etwas beängstigend Animalisches, sie fürchten sich wie die Tiere, beißen, um nicht selbst gebissen zu werden, und zerstören in blinder Verzweiflung, ohne die Konsequenzen auch nur begreifen zu können. Horváth hat diesen Prozess der Sprachlosigkeit in den Mittelpunkt vieler seiner Arbeiten gestellt. Seine Figuren bestehen aus Alltagsmenschen, kleinen, oft gescheiterten Existenzen, Vertretern eines degradierten Mittelstandes, Kleinbürgern und Proletariern. Armselige Kreaturen, die sich nur in unreflektiert ausgeborgter Sprache darstellen können.
„Die Figuren kommen nicht zu Wort, nur zu Wörtern. Die Rede ist Ausrede. Die Phrase drischt den, der sie zu dreschen meint.“ (Dieter Hildebrandt, „Der Jargon der Uneigentlichkeit“, 1971).
Es ist die Katastrophe zwischen dem, was die Figuren sagen, und dem, was sie meinen, zwischen dem, was sie meinen müssen, weil sie dazu erzogen sind, und dem, was sie letztlich zu meinen nicht in der Lage sind (Kurt Kahl). Ihre Sprachlosigkeit wird nicht durch wirkliches Schweigen dargestellt, sondern durch Ersatzhandlungen, durch Floskeln, Meditieren in Schablonen, Sprichwörtern, Höflichkeits- und Unwohligkeitsformeln und in der Phrase als „Sprechen aus zweiter Hand“. Hilflos philosophiert Marianne: „Über uns webt das Schicksal Knoten in unser Leben.“
„Nun besteht aber Deutschland wie alle übrigen europäischen Staaten zu neunzig Prozent aus vollendeten oder verhinderten Kleinbürgern. (…) Es hat sich nun durch das Kleinbürgertum eine Zersetzung der eigentlichen Dialekte gebildet, nämlich durch den Bildungsjargon. Um einen heutigen Menschen realistisch schildern zu können, muss ich also den Bildungsjargon sprechen lassen. Der Bildungsjargon (und seine Ursachen) fordert aber natürlich zur Kritik heraus – und so entsteht der Dialog des neuen Volksstücks, und damit der Mensch und damit erst die dramatische Handlung – eine Synthese aus Ernst und Ironie.“
Horváth weist im Stück auch besonders auf die Pausen im Dialog hin, die er mit „Stille“ bezeichnet, denn „hier kämpfen das Bewusstsein oder Unterbewusstsein miteinander, und das muss sichtbar werden“.
„Es darf kein Wort Dialekt gesprochen werden! Jedes Wort muss hochdeutsch gesprochen werden, allerdings so, wie jemand, der sonst nur Dialekt spricht und sich nun zwingt, hochdeutsch zu reden.“ (Ödön von Horváth: „Gebrauchsanweisung“, 1932)

### Musik

Originaltitelblatt des Walzers Geschichten aus dem Wienerwald op. 325 von Johann Strauss (1868)

Der Titel des Stücks ist dem Walzer „Geschichten aus dem Wienerwald“ op. 325 von Johann Strauss (Sohn) entnommen, allerdings in geringfügig anderer Schreibweise. Nach einer Dudelsackeinleitung und einem Flötenmotiv, das die Vogelstimmen imitieren soll, verwendet Strauss signifikant die Zither als Soloinstrument, jenes Instrument, das die Großmutter im Stück vor ihrem Häuschen in der Wachau spielt und mit dem Marianne sie am Schluss umzubringen versucht (Melodiebeispiel siehe Weblinks). Der Walzer kommt im Stück mehrmals vor.
Zu Beginn des Stückes heißt es „In der Luft ist ein Klingen und Singen – als verklänge irgendwo immer wieder der Walzer ‚Geschichten aus dem Wiener Wald‘ von Johann Strauß.“ In der stillen Straße „spielt jemand mehrmals auf einem ausgeleierten Klavier die ‚Geschichten aus dem Wiener Wald‘ von Johann Strauß“. Am Schluss des Stückes, als Oskar Marianne gleichsam als „Beute“ davonführt, zitiert Horváth: „Er stützt sie, gibt ihr einen Kuss auf den Mund, und langsam ab mit ihr – und in der Luft ist ein Klingen und Singen, als spielte ein himmlisches Streichorchester die ‚Geschichten aus dem Wiener Wald‘ von Johann Strauß.“
Die Musik spielt im Stück, dessen Titel sich nach Dreivierteltakt und Heurigenseligkeit anhört, überhaupt eine wichtige Rolle. Immer wieder „lauschen“ die Figuren der Musik oder summen sie leise mit. Vor allem der Wiener Walzer wirkt wie ein Mittel der Vernebelung, wie ein schwindelhaftes Versprechen auf Glück. Dadurch erhält das Stück manchmal eine fast kitschige Note. Dadurch wird aber auch deutlich, dass es diese gemütliche Wiener Welt in Wirklichkeit gar nicht gibt: In Wirklichkeit spielt sich eine Tragödie nach der anderen ab. Der Alltag wird von Verlogenheit, gespielter Höflichkeit und Scheinheiligkeit bestimmt.
In der Szenenanweisung zum Bild „An der schönen blauen Donau“ (dem Originaltitel des „Donauwalzers“), das die familiäre Katastrophe auslöst, taucht zu Beginn der Szene ebenfalls ein lieblicher Strauss-Walzer auf: „Nun ist die Sonne untergegangen, es dämmert bereits, und in der Ferne spielt der lieben Tante ihr Reisegrammophon den ‚Frühlingsstimmen-Walzer’ von Johann Strauß.“
Im Nachtlokal „Maxim“ wird ebenfalls Wiener Musik gespielt, zuerst der Walzer ‚Wiener Blut‘ von Johann Strauss (während einige Mädchen in Alt-Wiener Trachten auf der Bühne Walzer tanzen), dann der Hoch und Deutschmeistermarsch von Wilhelm August Jurek, dann spielt die Kapelle ‚An der schönen blauen Donau‘ („unterdessen der Zauberkönig die Jungfräulichkeit der Dame im grünen Kleidl an der Bar kontrolliert“), gefolgt von ‚Fridericus rex‘. Am Ende dieser Darbietung stimmt das Publikum die erste Strophe des ‚Deutschlandliedes‘ an. Dann erklingt Schumanns ‚Träumerei‘, während Marianne nackt auf einer goldenen Kugel posiert, „einbeinig, das Glück darstellend“. Ihr Vater entdeckt sie dabei – und bekommt einen Herzanfall.
Die Szene beim Heurigen, dem Vorspiel zur Familientragödie im Maxim, wird von „Schrammelmusik und Blütenregen“ begleitet. Die Schrammelmusik ist neben dem Wiener Walzer das zweite Synonym für Wiener Gemütlichkeit und Harmonie.
Der Schauplatz „Draußen in der Wachau“ ist dem gleichnamigen Lied von Ernst Arnold entnommen, ein berühmter Boston Waltz aus dem Jahr 1920, dessen Text wie eine Beschreibung der Figur der Marianne wirkt: „Da draußen in der Wachau, die Donau fließt so blau, steht einsam ein Winzerhaus, da schaut ein Mädel heraus, hat Lippen rot wie Blut und küssen kann’s so gut, die Augen sind veilchenblau – vom Mädel in der Wachau!“ (siehe Weblinks). Marianne singt dieses Lied bei ihrem Vorstellungsgespräch in der Wohnung der Baronin „mit den internationalen Verbindungen“, die sie in die Prostitution treibt. Auch beim Heurigen wird dieses Lied von allen gesungen.

### Die Dummheit als Gefühl der Unendlichkeit
Dem Stück vorangestellt ist der Satz „Nichts gibt so sehr das Gefühl der Unendlichkeit als wie die Dummheit.“ Schon in der – grammatikalisch falschen – Schreibweise weist Horváth auf die unbewusste Gedankenwelt und Sprachambition seiner Figuren hin. Die Demaskierung des Bewusstseins und der dieser Demaskierung vorausgehende Kampf zwischen Bewusstsein und Unbewusstem war für Horváth das Grundmotiv aller seiner Stücke.
„Wie in allen meinen Stücken versuche ich möglichst rücksichtslos gegen Dummheit und Lüge zu sein, denn diese Rücksichtslosigkeit dürfte wohl die vornehmste Aufgabe eines schöngeistigen Schriftstellers darstellen, der es sich manchmal einbildet, nur deshalb zu schreiben, damit die Leute sich selbst erkennen. Erkenne dich bitte selbst!“ (Randbemerkungen zu „Glaube, Liebe, Hoffnung“, 1932)
Die Dummheit ist für Horváth das Instrument des Bewusstseins, mit dessen Hilfe es sich allen Kalamitäten, unbequemen Konflikten, harten Selbsterkenntnisprozessen zu entziehen versucht und das Gefühl der Unendlichkeit, das heißt der euphorischen Selbstbetätigung, Macht, Freiheit und ungetrübten Gewissheit, im Recht zu sein, sich erschleicht. Dummheit ist willentliche Ignoranz, bewusstes Ignorieren von Fakten. Wo Dummheit und der Unwille, das eigene Hirn zu benutzen, auf eine desolate Umwelt treffen, entwickelt sich das Klima für kollektive Bosheit, für Menschenvernichtung, Rassismus und andere Spielarten pervertierten Massenverhaltens, an dem doch jeder für seine Person beteiligt ist.
Horváth entlarvt die Dummheit, die sich in Wien oft als „charmante Niedertracht“ manifestiert. Die Personen des Stückes sind Kleinbürger und Spießer, die in der Zeit der großen Wirtschaftskrise und Verarmung, die dem Ersten Weltkrieg folgte, ein Wählerpotenzial der Nationalsozialisten bildeten. Was sie zusammenhält, ist die „Eintracht auf der Basis boshafter Geringschätzung“ (Alfred Polgar). Horváth zeichnet ein Bild des kleinbürgerlichen Lebens in der österreichischen Zwischenkriegszeit, der Zeit des anbrechenden Nationalsozialismus. Die Menschen verstecken sich hinter einer Fassade, leben in einer „heilen Welt“, die sich allerdings nur als Scheinwelt entpuppt, und wollen die Realität nicht sehen.
„Ich schreibe nicht gegen, ich zeige es nur… Ich schreibe allerdings auch nie für jemand, und es besteht die Möglichkeit, dass es dann gleich ,gegen’ wirkt. Ich habe nur zwei Dinge, gegen die ich schreibe, das ist die Dummheit und die Lüge. Und zwei, wofür ich eintrete, das ist die Vernunft und die Aufrichtigkeit.“
Horváths Blick war erbarmungslos, weil er die Menschen demaskierte, weil er sie in ihrer Einfalt zeigte, in ihrer Härte und Grausamkeit, in ihrem Bemühen, anderen weh zu tun, nicht aus Gemeinheit, sondern aus Dummheit. Grundelemente der Handlung sind „misslingende menschliche Kommunikation, verfehltes Leben, gegenseitiger Hass, latente Gewalt, trügerische Idylle und Fassadenmoral, Zweifel an der Existenz Gottes“ (Theo Buck).

## Aufführungsgeschichte
Die Uraufführung fand am 2. November 1931 am Deutschen Theater Berlin unter der Regie von Heinz Hilpert statt. Besetzung: Carola Neher (Marianne), Peter Lorre (Alfred), Hans Moser (Zauberkönig), Paul Hörbiger (Rittmeister), Lucie Höflich (Valerie), Frida Richard (Großmutter), Lina Woiwode (Mutter), Heinrich Heilinger (Oskar), Felicitas Kobylanska (Ida), Josef Danegger (Havlitschek), Paul Dahlke (Erich), Elisabeth Neumann (gnädige Frau), Hermann Wlach (Beichtvater), Willy Trenk-Trebitsch (Hierlinger Ferdinand). Im selben Jahr wurde das Stück vom Propyläen-Verlag gedruckt, wobei das ursprünglich siebenteilige Stück in drei Teile umgegliedert wurde.

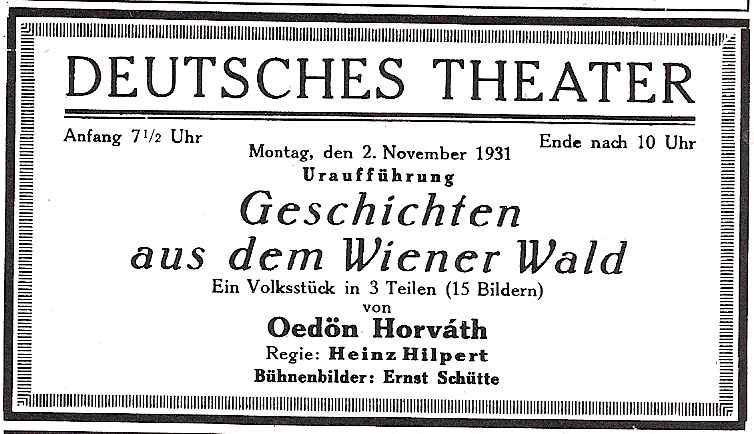
Programmzettel der Uraufführung am 2. November 1931 am Deutschen Theater Berlin unter Heinz Hilpert

Die Aufführung markierte den Höhepunkt von Horváths künstlerischem Erfolg und wurde trotz scharfer Kritik aus konservativen Kreisen in zwei Monaten achtundzwanzigmal wiederholt. „Man lacht vor so viel trauriger Zoologie“, schrieb ein Kritiker nach Uraufführung, Oscar Bie sah darin einen „Höhepunkt des Bühnenlebens, der Verschmelzung von Person und Milieu, wie man ihn selten in diesem Hause erlebt hat“, und der Theaterpapst Alfred Kerr urteilte im Berliner Tagblatt: „Eine stärkste Kraft unter den Jungen, Horváth, umspannt hier größere Teile des Lebens als zuvor. (…) Unter den Jungen ein Wer; ein Geblüt; ein Bestand. Ansonst ist hier kein Zurückschrauben in die Fibeldummheit; sondern ein Saft. Und ein Reichtum.“
Die rechtsradikale Presse jedoch nannte das Stück eine „beispiellose Unverschämtheit“, „Sauerei“, „Unflat ersten Ranges“ (Völkischer Beobachter) und „eine dramatische Verunglimpfung des alten Österreich-Ungarn“. Im nationalsozialistischen Montagsblatt „Der Angriff“ von Joseph Goebbels hieß es, dass das „goldene Wiener Herz rettungs- und hilflos in der Horváthschen Jauche ersoff.“ Mit der Machtübernahme der Nationalsozialisten 1933 wurden alle Stücke Horváths an deutschen Bühnen abgesetzt und mit Aufführungsverbot belegt, Horváth übersiedelte nach Wien, nach dem Anschluss Österreichs 1938 nach Paris.
„Horváth hatte der Medusa, die man das Leben nennt, fest ins Auge gesehen und ohne Zittern eigentlich das dargestellt, was geschieht, in dem, was zu geschehen scheint. Es war eine Wahrhaftigkeit und eine Unerbittlichkeit in der Darstellung der Beziehungslosigkeit der Menschen zueinander, dass man von einer großen Roheit sprach, von Zynismus und Ironie; was alles nicht der Fall war. Denn Horváth war ein Mensch, der absolut nicht mit negativen, sondern nur mit Röntgenaugen das Leben gesehen hat – so wie es wirklich ist.“ (Heinz Hilpert, Regisseur der Berliner Uraufführung 1931)
Zu einem Theaterskandal geriet die österreichische Erstaufführung am 1. Dezember 1948 im Wiener Volkstheater mit Inge Konradi (Marianne), Harry Fuss (Alfred), Karl Skraup (Zauberkönig), Dagny Servaes (Valerie), Dorothea Neff (Großmutter), Egon von Jordan (Rittmeister), Otto Wögerer (Oskar) unter der Regie von Hans Jungbauer und im Bühnenbild Gustav Mankers, der man „Blasphemie aufs Wienertum“ vorwarf.
„Diesen Gespensterreigen von Halbtrotteln und Verbrechern ein Volksstück zu nennen, ist eine Anmaßung.“ (Montags-Ausgabe, Dezember 1948)
„Horvath nennt sein Stück ein Volksstück. Was aber haben diese innerlich durch und durch faulen Lemuren, diese Sumpfblüten, die in jeder Großstadt gedeihen können, mit dem Volk, mit dem Volk von Wien zu tun?“ (Wiener Tageszeitung, Dezember 1948)
„Das Dunkle, Abseitige und Hässliche im Menschen zu beleuchten, ist nicht neu und hat auch Dichter beschäftigt. Von ihnen bis zu Ödön Horváth ist ein Weg ohne Ende. Denn was Horváth zum Dichter fehlt, ist das menschliche Herz, das Fühlen. Diese Plakatschicksale, die nicht Geschichten aus dem Wienerwald, sondern Kolportage aus seinen Niederungen erzählen, haben vielleicht alle eine Entschuldigung, dass es so etwas auch im Leben gibt. Aber das Leben besteht Gott sei Dank nicht nur aus alternden Hysterikerinnen, jungen Zuhältern, gemeinen Großmüttern, dummen Fleischhauern und schwachen Geschöpfen. Sonst bliebe nur eines: sich aufzuhängen.“ (Peter Loos in Der Abend, 2. Dezember 1948)
Weitere wichtige Inszenierungen des Stückes gab es
- 1966: Regie: Otto Schenk (Münchner Kammerspiele) mit Helmuth Lohner (Alfred), Gertrud Kückelmann (Marianne), Rudolf Vogel (Zauberkönig), Jane Tilden (Valerie), Rudolf Rhomberg (Oskar), Adrienne Gessner (Großmutter), Maria Singer (Mutter), Karl Schönböck (Rittmeister), Dieter Kirchlechner (Erich), Walter Sedlmayr (Hierlinger Ferdinand)
- 1968: Regie: Gustav Manker (Volkstheater Wien), mit Bernhard Hall (Alfred), Jutta Schwarz (Marianne), Helmuth Qualtinger (Zauberkönig), Friedl Czepa (Valerie), Herbert Propst (Oskar), Egon von Jordan (Rittmeister), Dolores Schmidinger (Emma), Christine Buchegger (Gnädige Frau), Ernst Meister (Beichtvater)
- 1971: Regie: Hans Hollmann (Düsseldorfer Schauspielhaus) mit Veronika Bayer (Marianne), Alexander Wagner (Alfred), Hans Thimig (Zauberkönig), Hilde Mikulicz (Valerie), Wolfgang Reinbacher (Oskar), Lotte Lang (Großmutter), Peter Franke (Erich), Johanna Liebeneiner (Emma)
- 1972: Regie: Klaus Michael Grüber (Schaubühne am Halleschen Ufer) mit Jutta Lampe (Marianne), Michael König (Alfred), Dieter Laser (Zauberkönig), Edith Clever (Valerie), Bruno Ganz (Oskar), Otto Sander (Rittmeister), Elfriede Irrall (Großmutter)
- 1975: Regie: Horst Zankl (Württembergisches Staatstheater Stuttgart) mit Libgart Schwarz (Marianne), Branko Samarovski (Alfred), Heinrich Giskes (Oskar), Alexander Wagner, Edith Heerdegen (Großmutter), Musik: Peer Raben
- 1997: Regie: Michael Gruner (Volkstheater Wien) mit Chris Pichler (Marianne), Fritz Hammel (Alfred), Wolfgang Hübsch (Zauberkönig), Vera Borek (Valerie), Rudolf Jusits (Oskar), Hilde Sochor (Großmutter)
- 1998: Regie: Martin Kušej (Thalia Theater Hamburg) mit Sylvie Rohrer (Marianne), Dietmar König (Alfred), Christoph Bantzer (Zauberkönig), Hildegard Schmahl (Valerie), Werner Wölbern (Oskar), Elisabeth Schwarz (Großmutter), Victoria Trauttmansdorff (Mutter, Gnädige Frau), Nicki von Tempelhoff (Baronin)
- 2005: Regie: Dimiter Gotscheff (Deutsches Theater Berlin) mit Fritzi Haberlandt (Marianne), Peter Jordan (Alfred), Christian Grashof (Zauberkönig), Almut Zilcher (Valerie), Sebastian Blomberg (Oskar), Margit Bendokat (Großmutter, Baronin, Beichtvater), Jürgen Hutz (Havlitschek), Stefan Kaminski (Erich), Martin Brauer (Hierlinger), Horst Lebinsky (Rittmeister), Gabriele Heinz, Lotte Ohm
- 2006: Regie: Christoph Marthaler (Volksbühne Berlin) mit Bettina Stucky (Marianne), Stefan Kurt (Alfred), Josef Ostendorf (Zauberkönig), Katja Kolm (Valerie), Ueli Jäggi (Oskar), Marc Hosemann
- 2008: Regie: Georg Schmiedleitner (Volkstheater Wien) mit Katharina Vötter (Marianne), Marcello de Nardo (Alfred), Michael Schottenberg (Zauberkönig), Robert Palfrader (Oskar), Maria Bill (Valerie), Erni Mangold (Großmutter), Christoph Krutzler (Havlitschek)
- 2010 (Wiederaufnahme 2015): Regie: Stefan Bachmann (Akademietheater Wien) mit Birgit Minichmayr (Marianne), Nicholas Ofczarek (Alfred), Johann Adam Oest (Zauberkönig), Johannes Krisch (Oskar), Regina Fritsch (Valerie), Bibiana Zeller (Großmutter), Hermann Scheidleder (Havlitschek)
- 2012: Regie: Herbert Föttinger (Theater in der Josefstadt) mit Alma Hasun (Marianne), Florian Teichtmeister (Alfred), Erwin Steinhauer (Zauberkönig), Sandra Cervik (Valerie), Gabriele Schuchter (Mutter), Erni Mangold (Großmutter), Alexander Strobele (Hierlinger Ferdinand), Thomas Mraz (Oskar), Antonia Jung (Ida), Matthias Franz Stein (Havlitschek), Toni Slama (Rittmeister), Therese Lohner (Gnädige Frau)[4]
- 2012: Regie: Enrico Lübbe (Berliner Ensemble) mit Johanna Griebel (Marianne), Sabin Tambrea (Alfred), Roman Kaminski (Zauberkönig), Angela Winkler (Valerie), Ulrich Brandhoff (Erich), Gudrun Ritter (Großmutter), Axel Werner (Rittmeister)
- 2014: Neuvertonung durch HK Gruber. UA in Bregenz,[5] Wiener Erstaufführung am Theater an der Wien am 14. März 2015[6]

Eine Bühnenmusik zu dem Stück wurde von Werner Pirchner (PWV 26) komponiert.
Peter Handke verfasste 1970 eine Nacherzählung des Stückes: „Totenstille beim Heurigen. Eine Nacherzählung“, eine Beschreibung mit Hilfe einer bewussten „Auswahl von Sätzen aus dem Stück, die damit das darin formulierte Bewusstsein kommentieren sollen.“
Der Kroate Miro Belamaric verfasste nach Horváths Stück eine Oper. Die Uraufführung fand 1993 bei den Europäischen Kulturtagen am Badischen Staatstheater Karlsruhe statt.
2014 gestaltete Wang Xinpeng mit dem Ballett Dortmund eine Ballett-Version nach Motiven des Stückes. Konzept und Szenario stammen von Christian Baier, die Musik von Johann Strauß und Alban Berg.

## Verfilmungen
- 1961 wurde Horváths Stück unter der Regie des jungen Erich Neuberg in einer berühmt gewordenen Interpretation für das österreichische Fernsehen (ORF) erstmals verfilmt. Sendung: 1. April 1961. Besetzung: Johanna Matz (Marianne), Walter Kohut (Alfred), Hans Moser (Zauberkönig), Helmut Qualtinger (Oskar), Jane Tilden (Valerie), Lotte Lang (Großmutter), Fritz Eckhardt (Mister), Michael Janisch (Havlitschek), Götz von Langheim (Erich), Karl Hackenberg (Hierlinger), Paula Nefzger (Mutter), Susi Plha (Ida), Hans Unterkircher (Rittmeister), Gertie Rathner (Gnädige Frau), Alexandra Hermann (1. Tante), Rosl Dorena (2. Tante), Maria Gabler (Emma), Josef Krastel (Beichtvater), Peter Gerhard (Conférencier). Mit diesem Fernsehfilm löste Neuberg in der Folge eine Horváth-Renaissance aus.
- 1964 Geschichten aus dem Wienerwald, Aufzeichnung der Schweizer Erstaufführung aus dem Zürcher Schauspielhaus (Bayerischer Rundfunk). Regie: Michael Kehlmann, Bühnenbild: Teo Otto, mit Hertha Martin (Marianne), Helmuth Lohner (Alfred), Rudolf Vogel (Zauberkönig), Jane Tilden (Valerie), Rudolf Rhomberg (Oskar), Adrienne Gessner (Großmutter), Elisabeth Neumann-Viertel (Tante)
- 1979 Geschichten aus dem Wienerwald, Regie: Maximilian Schell, Drehbuch: Christopher Hampton und Maximilian Schell; mit Birgit Doll (Marianne), Hanno Pöschl (Alfred), Helmut Qualtinger (Zauberkönig), Jane Tilden (Valerie), Adrienne Gessner (Großmutter), Götz Kauffmann (Oskar), André Heller (Hierlinger), Robert Meyer (Erich), Walter Schmidinger (Conférencier), Lil Dagover (Helene), Vadim Glowna (Beichtvater), Vera Borek (Gnädige Frau), Elisabeth Epp (Baronin), Norbert Schiller (Rittmeister), Eric Pohlmann (Mister), Martha Wallner (Mutter), Gerry Kronberger (Havlitschek), Maria Englstorfer (Tante) u. a.
- 1999 Fernsehfilm nach einer Aufführung am Thalia Theater Hamburg, Regie: Martin Kušej; mit Sylvie Rohrer (Marianne), Dietmar König (Alfred), Christoph Bantzer (Zauberkönig), Hildegard Schmahl (Valerie), Werner Wölbern (Oskar), Victoria Trauttmansdorff, Elisabeth Schwarz, Björn Grundies, Jürgen Stössinger, Jan Schütte, Sabine Haupt, Benjamin Utzerath, Soňa Červená, Nicki von Tempelhoff, Peter Maertens, Tobias Johannes Hansen u. a.
- Der Film G’schichten aus dem Wienerwald aus dem Jahr 1934 (Regie: Georg Jacoby) ist keine Verfilmung des Stückes von Ödön von Horváth, sondern benutzt nur den Titel des Walzers von Johann Strauss für ein Film-Melodram.

## Aktuelle Ausgaben
- Ödön von Horváth: Geschichten aus dem Wiener Wald. Volksstück in drei Teilen. Suhrkamp, Frankfurt am Main 2001, 167 S., ISBN 3-518-18826-7
- Ödön von Horváth: Geschichten aus dem Wiener Wald: Volksstück (herausgegeben von Klaus Kastberger, Nicole Streitler); Reclam, Stuttgart 2009, ISBN 978-3-15-018613-8; Suhrkamp, Frankfurt am Main 2001, ISBN 978-3-518-18826-2 (= Suhrkamp BasisBibliothek, Band 26); mit Kasimir und Karoline, Fischer Taschenbuch, Frankfurt am Main 2010, ISBN 978-3-596-90318-4 (= Fischer Klassik).
- Ödön von Horváth: Geschichten aus dem Wiener Wald (Digitale Edition)

## Übersetzungen
- Tales from the Vienna woods, by Christopher Hampton, 1977
- Tales from the Vienna woods, a new version by David Harrower, from a literal translation by Laura Gribble, 2003
- Tales from the Vienna woods, by Tom Wright, basierend auf den Übersetzungen von Hampton und Harrower, für die Sydney Theatre Company (aufgeführt im Opera House Drama Theatre vom 17. November bis zum 15. Dezember 2007)